# Saint-Hilaire-sur-Erre
Saint-Hilaire-sur-Erre település Franciaországban, Orne megyében. Lakosainak száma 486 fő (2022. január 1.). Saint-Hilaire-sur-Erre Berd’huis, Nogent-le-Rotrou, Perche en Nocé és Val-au-Perche községekkel határos.

## Népesség
A település népessége az elmúlt években az alábbi módon változott:
| Lakosok száma | 542  | 533  | 539  | 529  | 532  | 531  | 516  | 501  | 486  |
|               | 2013 | 2015 | 2016 | 2017 | 2018 | 2019 | 2020 | 2021 | 2022 |